# Учасники російсько-української війни М
Учасники російсько-української війни, прізвища яких починаються з літери М

## Маг— Мам
1. Магаляс Богдан Ігорович
2. Магар Вадим Олександрович
3. Майстренко Вячеслав Анатолійович
4. Майстренко Максим Миколайович
5. Майстренко Юрій Миколайович
6. Магас Роман Володимирович
7. Магац Олександр Євгенович
8. Магдюк Максим Максимович
9. Магдюк Сергій Віталійович[1]
10. Магльований Антон Іванович
11. Магльона Володимир Петрович
12. Магомедов Кадир Кримханович
13. Магров Олександр Петрович
14. Магус Володимир[2]
15. Мадараш Володимир Степанович
16. Мадяр Юрій Федорович
17. Маєр Олександр Олександрович
18. Мажуга Микола Анатолійович
19. Мажугін Денис Юрійович
20. Мажура Микола Миколайович
21. Мазанович Андрій[3]
22. Мазепа Ігор Ярославович
23. Мазін Сергій Петрович
24. Мазітов Віктор Сергійович
25. Мазко Євген Валерійович
26. Мазніцький Василь Анатолійович
27. Мазорчук Сергій Юрійович
28. Мазунов Руслан Олександрович
29. Мазур Андрій Євгенович
30. Мазур Артем Львович
31. Мазур Віталій Віталійович
32. Мазур Ігор Петрович
33. Мазур Олег Володимирович
34. Мазур Олександр Миколайович
35. Мазур Олексій Ігорович
36. Мазур Павло Валерійович
37. Мазур Павло Васильович
38. Мазуренко Віктор[4]
39. Мазуренко Володимир Вікторович
40. Мазуренко Ігор Дмитрович
41. Мазуркевич Мирослав Станіславович
42. Мазурок Віктор Сергійович
43. Мазурок Тарас Леонідович
44. Мазурчук Олександр Олексійович
45. Мазярчук Петро Валерійович
46. Маїк Тарас Михайлович
47. Майборода Володимир Анатолійович
48. Майборода Денис Анатолійович
49. Майборода Дмитро Олександрович
50. Майборода Сергій Григорович
51. Майборода Сергій Миколайович
52. Майборода Ярослав Сергійович
53. Майданюк Андрій Владиславович
54. Майданюк Володимир Андрійович
55. Майданюк Володимир Павлович
56. Майковський Іван Ігорович
57. Майоренко Станіслав Олексійович
58. Майсеєв Станіслав Анатолійович
59. Майстерюк Роман Андрійович
60. Майстренко Михайло Сергійович
61. Майстренко Олексій Сергійович
62. Майстров Сергій Михайлович
63. Макар Василь Євгенович
64. Макар Іван Ігорович
65. Макаревич Дмитро Анатолійович
66. Макаревич Микола Миколайович
67. Макаревич Сергій Григорович
68. Макаренко Андрій Вікторович
69. Макаренко В'ячеслав Володимирович
70. Макаренко Михайло Володимирович
71. Макаренко Олександр Олександрович
72. Макаренко Олексій Валентинович
73. Макаренко Руслан Леонідович
74. Макаренко Тарас Андрійович
75. Макаров Богдан Андрійович
76. Макаров Владислав Романович
77. Макаров Георгій Георгійович
78. Макаров Дмитро Євгенович
79. Макаров Дмитро Олександрович
80. Макаров Ігор Олегович
81. Макаров Олег Михайлович
82. Макаров Остап Олегович
83. Макаров Руслан Анатолійович
84. Макаров Сергій Володимирович
85. Макаровський Денис Сергійович
86. Макарчук Олег Пилипович
87. Макарчук Юрій Валентинович
88. Макарян Євген Валерійович
89. Македонський Олександр Юрійович
90. Макеєв Олег Миколайович
91. Макеєнко Олександр Миколайович
92. Макєєв Андрій Володимирович
93. Макідон Віктор Михайлович
94. Макієнко Олександр Сергійович
95. Маклаков Іван Юрійович
96. Маклаклен Джордан[5]
97. Маковеєнко Павло Миколайович
98. Маковей Андрій Васильович
99. Маковей Олександр Олександрович
100. Маковей Сергій Олександрович
101. Маковець Олександр Олегович
102. Маковій Анатолій Дмитрович
103. Маковський Ігор Євгенійович
104. Маковський Максим Валерійович
105. Макогон Анатолій Анатолійович
106. Макогон Віктор Васильович
107. Макогон Руслан Миколайович
108. Максак Віктор Сергійович
109. Максименко Артем Олександрович
110. Максименко Василь Дмитрович
111. Максименко Василь Петрович
112. Максименко Віктор Вікторович
113. Максименко Максим Іванович
114. Максименко Олександр Миколайович
115. Максименко Олександр Олександрович
116. Максименко Петро Іванович
117. Максимів Володимир Вікторович
118. Максимів Микола Богданович
119. Максимів Юрій Михайлович
120. Максимів Юрій Степанович
121. Максимкін Андрій Миколайович
122. Максимов Віктор Олександрович
123. Максимов Микола Володимирович (військовик)
124. Максимов Олександр Євгенович
125. Максимов Олексій Михайлович
126. Максимович Олександр Володимирович
127. Максимчик Володимир Володимирович
128. Максимчук Станіслав Вікторович
129. Максишко Денис Костянтинович
130. Максімов Тарас Вікторович
131. Максіян Михайло Іванович
132. Максутов Олександр Рафікович
133. Максюта Євген Павлович
134. Максюта Олександр Анатолійович
135. Макуха Олег Сергійович
136. Малайчук Владислав Сергійович
137. Маламен Микола Степанович
138. Маламуж Олександр В'ячеславович
139. Маланич Іван Миколайович
140. Маланич Микола Миколайович
141. Маланчук Олександр Васильович
142. Малахов Андрій Олександрович
143. Малахов Віктор Вікторович
144. Малашко Юрій Анатолійович
145. Малашняк Андрій Володимирович
146. Малашок Віталій Андрійович
147. Малашта Геннадій Олександрович
148. Маленко Олександр Вадимович
149. Маленко Олександр Сергійович
150. Малецький Віктор Федорович
151. Малецький Роман Михайлович
152. Малий Артем Євгенович
153. Малий Геннадій Григорович
154. Малий Микола Анатолійович
155. Малий Сергій Олегович
156. Малик Дмитро Володимирович
157. Малинко Ігор Олександрович
158. Малиновський Андрій Володимирович
159. Малиновський Олександр Олегович
160. Малицький Остап Юрійович
161. Малиш Віталій Васильович
162. Малиш Віталій Олександрович
163. Малиш Роман Миколайович
164. Малишев Євген Валентинович
165. Малишенко Тарас Сергійович
166. Малишко Євген Олегович
167. Малишко Роман Вікторович
168. Малік Микола Миколайович
169. Малімон Ярослав Григорович
170. Малінчик Євген Олександрович
171. Малісевич Роман Ігорович[6]
172. Малков Віктор Олександрович
173. Маловічко Олександр Анатолійович
174. Малолітній Олександр Іванович
175. Малофеєнко Павло Олексійович
176. Малухин Костянтин Юрійович
177. Малюга Денис[4]
178. Малюк Сергій Павлович
179. Малюх Світлана Петрівна
180. Мальований Едуард Миколайович
181. Мальований Олександр Миколайович
182. Мальцев Микола Володимирович (військовик)
183. Мальцев Павло Миколайович
184. Мальчук Олександр Сергійович
185. Малюта Роман Володимирович
186. Малютов Дмитро Євгенович
187. Малюшко Євген Володимирович
188. Малявін Руслан Миколайович
189. Малянівський Василь Іванович
190. Маляр Ігор Андрійович
191. Маляр Юрій Володимирович
192. Маляренко Юрій Анатолійович
193. Малярчук Володимир Михайлович
194. Малярчук Олександр Ярославович
195. Малько Олександр Вікторович
196. Мальков Юрій Станіславович
197. Мальований Олександр Миколайович
198. Маляров Борис Анатолійович
199. Мальчук Олександр Сергійович
200. Мамавко Роман Михайлович
201. Мамадалієв Володимир Гаїбович
202. Мамаєв Володимир Володимирович
203. Мамай Олександр Сергійович
204. Мамайсур Роман Михайлович
205. Мамалуй Олександр Олексійович
206. Мамасуєв Роман Михайлович
207. Маматов Ігор Володимирович
208. Мамедов Ігор Борисович
209. Мамелін Андрій Олегович
210. Мамелін Олег Володимирович
211. Маменко Володимир Володимирович
212. Мамітько Володимир Іванович
213. Мамлай Олександр Анатолійович
214. Мамонова Мар'яна Володимирівна
215. Мамонтов Павло Анатолійович
216. Мамука Мамулашвілі
217. Мамулієв Ярослав В'ячеславович
218. Мамунько Віталій Миколайович
219. Мамченко Сергій Григорович
220. Мамчій Станіслав Юрійович
221. Мамчур Вадим Вікторович
222. Мамчур Ігор Вадимович
223. Мамчур Тарас Павлович
224. Мамчур Юлій Валерійович

## Ман— Маш
1. Манастирський Михайло Володимирович
2. Мандзик Віктор Сергійович
3. Мандзюк Володимир Євгенійович
4. Мандибура Олександр Олександрович
5. Мандрик Андрій Володимирович
6. Мандрик Віталій Олегович
7. Мандрика Віталій Васильович
8. Мандрич Ярослав Володимирович
9. Манелюк Євген Михайлович
10. Манжосов Максим Павлович
11. Манзюк Віталій Вікторович
12. Манойленко Станіслав Васильович
13. Мансуров Андрій Сергійович
14. Мантур Роман Андрійович
15. Манулов Сергій Федорович
16. Манчук Сергій Ігорович
17. Манюшкін Олексій Миколайович
18. Манько Антон Андрійович
19. Манько Вадим Олександрович
20. Манько Валентин Миколайович
21. Маракін Володимир Миколайович
22. Мараренко Дмитро Олександрович
23. Марач Кирило Сергійович
24. Маргіта Олександр Ігорович
25. Маргитич Євген Андрійович
26. Мараховський Олександр Григорович
27. Мараховський Ярослав Васильович
28. Марчик Віктор Михайлович
29. Марецький Сергій Сергійович
30. Мариненко Максим Петрович
31. Маринич Віталій Петрович
32. Маринич Ілля Юрійович
33. Мариняк Віталій Миколайович
34. Мариняк Олександр Мирославович
35. Маричев Дмитро Михайлович
36. Маришев Руслан Володимирович
37. Марінченко Олег Іванович
38. Маріяш Олег Петрович
39. Марзін Юрій Вікторович
40. Маркаров Юрій Павлович
41. Маркевич Василь Ігорович
42. Маркевич Володимир Михайлович
43. Маркевич Костянтин Вікторович
44. Маркитан Віталій[7]
45. Марків Віталій Михайлович
46. Марків Олександр Сергійович
47. Маркін Валерій Володимирович
48. Маркін Максим Сергійович
49. Марко Паславський
50. Маркобрун Віталій Володимирович
51. Марков Іван Анатолійович
52. Марков Руслан Валерійович
53. Маркович Олег Ігорович
54. Марковкін Ігор Юрійович
55. Марковський Андрій Васильович
56. Марковський Володимир Геннадійович
57. Марковський Євген Валентинович
58. Марковцов Іван Валерійович
59. Маркуляк Олександр Якович
60. Маркусевич Віктор Йосипович
61. Маркусь Віктор Васильович
62. Марнер Олег Геннадійович
63. Мартенко Володимир Миколайович
64. Мартин Сергій Васильович
65. Мартиненко Аліна Олександрівна
66. Мартиненко Василь Васильович
67. Мартиненко Віталій Володимирович
68. Мартиненко Дмитро Володимирович
69. Мартиненко Євгеній Васильович
70. Мартиненко Олег Костянтинович
71. Мартиненко Олександр Євгенович
72. Мартинов Володимир Володимирович
73. Мартиновець Олександр Іванович
74. Мартинов Валентин В'ячеславович
75. Мартинов Олександр Олександрович
76. Мартинчук Андрій Анатолійович
77. Мартинюк Василь Васильович
78. Мартинюк Микола Миколайович
79. Мартинюк Олександр Володимирович
80. Мартич Станіслав Федорович
81. Мартищенко Сергій Миколайович
82. Мартусенко Сергій Вікторович
83. Мартьянов Дмитро Андрійович
84. Марунчак Андрій Мирославович
85. Марунчак Петро Мирославович
86. Марусик Руслан Дмитрович
87. Марусич Володимир Васильович
88. Марущак Володимир[8]
89. Марущак Сергій Петрович
90. Марфіч Михайло Васильович
91. Марченков Станіслав Павлович[9]
92. Мар'янчук Анастасія Борисівна
93. Матвієнко В'ячеслав Олегович
94. Матвієнко Дмитро Борисович
95. Матвієць Володимир Павлович
96. Марценюк Олег Павлович
97. Марценюк Роман Юрійович
98. Марценюк Сергій Михайлович
99. Марценюк Юрій Григорович
100. Марцеха Валерій Васильович
101. Марцинковський Ігор Павлович
102. Марцинюк Анатолій Олексійович
103. Марцинюк Валерій Костянтинович
104. Марціновський Ярослав Михайлович
105. Марченко Андрій Васильович
106. Марченко Віктор Петрович
107. Марченко Віталій Михайлович
108. Марченко Вячеслав Станіславович
109. Марченко Денис Миколайович
110. Марченко Денис Юрійович
111. Марченко Дмитро Олександрович
112. Марченко Дмитро[10]
113. Марченко Євгеній Вікторович
114. Марченко Іван Миколайович
115. Марченко Кирило Андрійович
116. Марченко Михайло Олександрович
117. Марченко Олег Вікторович
118. Марченко Олег Вікторович[11]
119. Марченко Олег Віталійович
120. Марченко Олександр Вікторович
121. Марченко Олександр Володимирович
122. Марченко Олександр Миколайович (військовик)
123. Марченко Олександр Олександрович
124. Марченко Олександр Сергійович
125. Марченко Олексій Вікторович
126. Марченко Олексій Володимирович
127. Марченко Олексій Станіславович
128. Марченко Руслан Володимирович
129. Марченко Юрій Миколайович
130. Марченко Юрій Петрович
131. Марченков Михайло Олегович
132. Марчик Борис Григорович
133. Марчук Андрій Борисович (1990—2023), з села Горбаків, старший солдат, загинув 1 вересня 2023 року у бою, під час танкового і мінометного обстрілу, в районі населених пунктів Новомаркове—Оріхово-Василівка—Григорівка Донецької області[12].
134. Марчук Андрій Васильович
135. Марчук Василь Володимирович
136. Марчук Віталій Степанович
137. Марчук Володимир Трохимович
138. Марчук Євген Миколайович
139. Марчук Іван Геннадійович
140. Марчук Олег Анатолійович
141. Марчук Олександр Григорович
142. Марчук Олександр Дмитрович
143. Марчук Олександр Миколайович
144. Мар'єнко Сергій Вікторович
145. Мар'янич Михайло Миколайович
146. Мар'янчук Анастасія[13]
147. Масан Юрій Юрійович
148. Масинець Михайло Ігорович
149. Масікевич Василь Євгенович
150. Маслак Артем Вікторович
151. Маслак Олександр Вікторович
152. Маслей Роберт В'ячеславович
153. Масленников Денис Костянтинович
154. Маслєнніков Юрій Олегович (?—2023)[14].
155. Маслій Олексій Анатолійович
156. Маслов Андрій Вікторович
157. Маслов Андрій Володимирович
158. Маслов Віктор Олегович
159. Маслов Леонід Клавдійович
160. Маслов Микола Вікторович
161. Маслов Олександр Миколайович
162. Маслов Олександр Михайлович
163. Масловський Дмитро Олегович
164. Маслюк Данило[4]
165. Масний Максим Едуардович
166. Маснюк Петро Васильович
167. Масняк Володимир Ігорович
168. Масовець Вадим Вікторович
169. Масюк Станіслав Миколайович
170. Матвейчук Сергій Євгенович
171. Матвєєв Анатолій Володимирович
172. Матвєєв Вячеслав Олександрович
173. Матвєєв Євген Євгенович
174. Матвієв Олег[15]
175. Матвієвський Іван Володимирович
176. Матвієвський Микола Федорович[16]
177. Матвієнко Андрій Віталійович
178. Матвієнко Владислав Володимирович
179. Матвієнко Дмитро[17]
180. Матвієнко Микола Миколайович
181. Матвієнко Сергій Віталійович
182. Матвієнко Тадеуш[18]
183. Матвієць Роман Михайлович
184. Матвіїв Тарас Тарасович
185. Матвіїшен Андрій Аркадійович
186. Матіїв Василь Васильович
187. Матіїшин Ігор Михайлович
188. Матвійко Микола Миколайович
189. Матвійчук Віталій Андрійович
190. Матвійчук Володимир Андрійович
191. Матвійчук Юліан Олександрович
192. Матейчук Іван Олександрович
193. Матейчук Максим Григорович
194. Матис Андрій Станіславович
195. Матіїв Михайло Васильович
196. Матійко Євген[19]
197. Матійчук Василь Васильович
198. Матичак Віталій Володимирович
199. Матвійчук Андрій Анатолійович[20]
200. Матійчук Олександр Сергійович
201. Матіящук Олександр Вікторович
202. Матківський Богдан Миронович
203. Матківський Володимир Анатолійович
204. Матковський Євген Сергійович
205. Матлак Назар Тарасович
206. Матлак Олег Сергійович
207. Матлашевський Павло Борисович
208. Матняк Олександр Васильович
209. Матренчук Олександр Васильович
210. Матросов Вадим Петрович
211. Матузка Богдан Олександрович
212. Матузка Максим Олексійович
213. Матус Олександр Васильович
214. Матусевич Віталій Олегович
215. Матусевич Сергій Андрійович
216. Матусяк Едуард Вікторович
217. Матущак Юрій Віталійович
218. Матюхін Віктор Олексійович
219. Матюхін Олексій Володимирович
220. Матюша Федір Федорович
221. Матюшенко Богдан Миколайович
222. Матюшенко Михайло Юрійович
223. Матюшин Валерій Павлович
224. Матюшко Денис Миколайович
225. Матяш Григорій Володимирович
226. Матяш Олег Іванович
227. Матяш Олександр Олександрович
228. Махачек Олександр Ярославович
229. Махневич Назар Ярославович
230. Махновець Віталій Іванович
231. Махнорило Володимир Васильович
232. Махов Дмитро Петрович
233. Махов Єлисей Юрійович
234. Махов Олександр Володимирович
235. Махов Олексій Володимирович
236. Махтура Сергій Михайлович
237. Мац Вадим Сергійович
238. Маца Роман Степанович
239. Мацак Олександр Володимирович
240. Мацан Андрій Остапович
241. Мацегора Артем Сергійович
242. Мацелик Михайло Михайлович[21]
243. Мацепа Дмитро Русланович[22]
244. Мациєвська Тетяна Володимирівна
245. Мацина Роман Геннадійович
246. Мацієвський Олександр Ігорович
247. Мацко Олексій Олександрович
248. Мацько Петро Іванович
249. Мачульський Олександр Костянтинович
250. Машівський Дмитро Володимирович
251. Машковський Олександр Юрійович
252. Машовець Сергій Олександрович

## Мед— Мєш
1. Мед Роман Юрійович
2. Медведенко Олександр Сергійович
3. Медведєв Геннадій Вікторович
4. Медведєв Іван Миколайович
5. Медведєв Олександр[4]
6. Медведєв Сергій Олександрович
7. Медведський Ярослав Геннадійович
8. Медвечук Олександр Михайлович
9. Медведюк Ігор Миколайович
10. Медведь Ігор Миколайович
11. Медвецкий Валерій Миколайович
12. Меделян Георгій Миколайович
13. Медик Ярослав Сергійович
14. Мединіна Еліна Володимирівна
15. Мединський Максим Сергійович
16. Мединський Олег Костянтинович
17. Медовиченко Сергій Васильович
18. Медоренко Андрій Геннадійович
19. Медушевський Віталій Зенонович
20. Медяна Ірина Юріївна
21. Медяник Дмитро Геннадійович[22]
22. Межаков Юрій Володимирович
23. Межевікін Євген Миколайович
24. Меженний Станіслав Євгенович
25. Меклиш Сергій Петрович
26. Мелащенко Андрій Валерійович
27. Меленичук Андрій Васильович
28. Меленчук Олександр Михайлович
29. Мелещук Роман Франекович
30. Мелофон Юрій[23]
31. Мельник Андрій Вікторович
32. Мельник Андрій Дмитрович
33. Мельник Андрій Іванович
34. Мельник Андрій Любомирович
35. Мельник Богдан Борисович
36. Мельник Василь Романович
37. Мельник В'ячеслав Олександрович
38. Мельник Валерій Іванович
39. Мельник Валерій Ігорович
40. Мельник Віктор Анатолійович
41. Мельник Віталій Петрович
42. Мельник Віталій[4]
43. Мельник Володимир Григорович
44. Мельник Володимир Михайлович
45. Мельник В'ячеслав Ярославович[24]
46. Мельник Дмитро Петрович
47. Мельник Іван Антонович
48. Мельник Іван Іванович
49. Мельник Іван Олександрович
50. Мельник Іван Ярославович
51. Мельник Микола Андрійович (військовик)
52. Мельник Микола Васильович
53. Мельник Микола Вікторович[25]
54. Мельник Олександр Анатолійович (солдат)
55. Мельник Олександр Анатолійович (майор)
56. Мельник Олександр Борисович
57. Мельник Олександр Валерійович
58. Мельник Олександр Васильович
59. Мельник Олександр Володимирович
60. Мельник Олександр Іванович (військовик)
61. Мельник Олександр Іванович (сержант)
62. Мельник Олексій Валерійович
63. Мельник Петро Вікторович
64. Мельник Петро Олександрович
65. Мельник Світлана Василівна
66. Мельник Сергій Васильович
67. Мельник Сергій Григорович
68. Мельник Сергій Іванович
69. Мельник Сергій Миколайович
70. Мельник Сергій Миколайович (старший лейтенант)
71. Мельник Сергій Олександрович
72. Мельник Юрій Валерійович
73. Мельник Юрій Вікторович
74. Мельник Юрій Володимирович
75. Мельник Юрій Миколайович
76. Мельник Юрій Олексійович
77. Мельник Ярослав Ігорович
78. Мельников Анатолій В'ячеславович
79. Мельников Андрій Володимирович
80. Мельников Віктор Валерійович
81. Мельников Володимир Володимирович
82. Мельников Марин Ігорович
83. Мельников Олександр Юрійович
84. Мельниченко Андрій Миколайович
85. Мельниченко Віктор Васильович
86. Мельниченко Віктор Юрійович
87. Мельниченко Віталій Вікторович
88. Мельниченко Віталій Володимирович
89. Мельниченко Іван Олександрович
90. Мельниченко Максим Валерійович
91. Мельниченко Микола Олександрович
92. Мельниченко Олександр Іванович
93. Мельниченко Сергій Васильович
94. Мельниченко Сергій Михайлович
95. Мельниченко Сергій Петрович
96. Мельниченко Юрій Леонідович
97. Мельничук Андрій Андрійович
98. Мельничук Василь (1973—2023), з села Горбаків, прикордонник, загинув 21 березня 2023 року в районі міста Бахмут під час виконання бойового завдання[26].
99. Мельничук Євген Анатолійович
100. Мельничук Євген Іванович[27]
101. Мельничук Ігор Сергійович
102. Мельничук Олег Михайлович
103. Мельничук Олег[28]
104. Мельничук Олександр Сергійович
105. Мельничук Роман Вікторович
106. Мельничук Тетяна Віталіївна
107. Мельничук Сергій Сергійович
108. Мельничук Федір Вікторович
109. Мельстер Ольга Володимирівна
110. Мельстер Тарас Юрійович
111. Мендель Роман Володимирович
112. Мендруль Владислав Володимирович
113. Ментус Віктор Володимирович
114. Ментус Сергій Юрійович
115. Менюк Станіслав Петрович
116. Менюк-Менкевич Владислав Олегович
117. Мердух Роман Васильович
118. Меремуха Ігор Володимирович
119. Меретін Віктор Петрович
120. Мереуца Валерій Геннадійович
121. Мержвинський Віктор Володимирович
122. Мерзлікін Денис Володимирович
123. Мерзлікін Дмитро Юрійович
124. Мерінов Віталій Олександрович
125. Меркушин Артем Леонідович
126. Мернік Володимир Вікторович
127. Мертвеченко Олександр Васильович
128. Метелєв Василь Сергійович
129. Метлінський Микола Володимирович
130. Мехеда Сергій Олександрович
131. Мєрков Роман Сергійович
132. Мєркулов Андрій Юрійович
133. Мехряков Андрій Павлович
134. Мєшко Віталій Борисович
135. Мєшков Ігор Миколайович

## Миг — Мно
1. Мигрин Олексій Сергійович
2. Мигуля Олександр Володимирович
3. Мийгеш Валерій Іванович
4. Микитенко Ігор Леонідович
5. Микитенко Микола Миколайович
6. Микитенко Юлія Миколаївна
7. Микитишин Ярослав Ігорович
8. Микитчук Юрій Анатолійович
9. Микитюк Богдан Володимирович
10. ‎Микитюк Василь Дмитрович
11. Микитюк Віктор Іванович
12. Микитюк Геннадій Миколайович
13. Микитюк Микола Петрович
14. Микитюк Михайло Ярославович
15. Миколаєнко Артем Вікторович
16. Миколаєнко Володимир Вікторович
17. Миколаєць Олександр Олександрович
18. Миколайчук Валентин Віталійович
19. Миколайчук Дмитро Васильович
20. Миколайчук Олег Іванович
21. Миколенко Вадим Сергійович
22. Миколенко Юрій Михайлович
23. Микула Ігор Михайлович
24. Микула Ігор Юрійович
25. Микусь Михайло[29]
26. Милащенко Василь Олексійович
27. Миленький Віктор Сергійович
28. Милян Андрій Григорович
29. Миляник Іван Антонович
30. Мимриков Дмитро Вікторович
31. Миндюк Віктор Петрович
32. Минів Василь Ярославович
33. Миргородський Максим Вікторович
34. Миргородський Олексій Вікторович
35. Мирінець Вадим Михайлович
36. Мирний Сергій Сергійович
37. Мироненко Олександр Анатолійович
38. Мироненко Артем Володимирович
39. Мироненко Віктор Миколайович
40. Мироненко Ігор Сергійович
41. Мироненко Олег Миколайович
42. Мироненко Олександр Васильович
43. Миронов Сергій Сергійович
44. Миронов Ярослав Анатолійович
45. Миронов-Гальченко Дмитро Вікторович
46. Мирончук Ігор Васильович
47. Мирончук Олена Юріївна
48. Миронюк Андрій Миколайович
49. Миронюк Сергій Сергійовч[30]
50. Миронюк Володимир Якович
51. Миропольський Іван Леонідович
52. Мирошниченко Володимир Володимирович
53. Мирошниченко Олег Володимирович
54. Мирошниченко Олександр Іванович
55. Мирошниченко Руслан Миколайович
56. Мирський Артем Юрійович
57. Мирчук Денис Віталійович
58. Миршавий Олексій Вікторович
59. Мисак Василь Ігорович
60. Мисак Олександр Віталійович
61. Мисак Ярослав Михайлович[31]
62. Мисик Тарас Ігорович
63. Мисла Мирослав Іванович
64. Мисник Валерій Миколайович
65. Мисочка Віктор Олександрович
66. Мисюра Федір Миколайович
67. Миськів Сергій Михайлович
68. Митник Анатолій Михайлович
69. Мих Сергій Ігорович
70. Михайленко Андрій Петрович
71. Михайленко Артем Васильович
72. Михайленко Віталій Ігорович
73. Михайленко Володимир Миколайович[32]
74. ‎Михайленко Іван Іванович
75. Михайлецький Іван Ігорович
76. Михайлик Володимир Георгійович
77. Михайлик Сергій Віталійович
78. ‎Михайлишин Ігор Миколайович
79. Михайлишин Роман Миронович
80. Михайліченко Микола Андрійович
81. Михайліченко Сергій Васильович
82. Михайлов Артур Борисович
83. Михайлов Богдан Іванович
84. Михайлов Віталій Анатолійович
85. Михайлов Віталій Володимирович
86. Михайлов Леонід Андрійович[33]
87. Михайлов Максим Русланович
88. Михайлов Михайло Вікторович
89. Михайлов Олег Миколайович
90. Михайлов Рустам Васильович
91. Михайлов Сергій Валерійович[22]
92. Михайлов Сергій Вікторович
93. Михайлов Сергій Петрович
94. Михайлов Юрій Олександрович
95. Михайлова Аліна Артурівна
96. Михайлова Катерина Павлівна
97. Михайловський Віктор Іванович (військовик)
98. Михайловський Олександр Павлович
99. Михайловський Олексій Олексійович
100. Михайловський Павло Олександрович[34]
101. Михайлуца Віктор Олександрович
102. Михайлюк Михайло Володимирович
103. Михайлюк Михайло Леонідович
104. Михайлюк Петро Тадейович
105. Михайлюк Юрій Володимирович
106. Михалішин Павло Захарович
107. Михалюк Антон В'ячеславович
108. Михальов Андрій Володимирович
109. Михальський Тарас Романович
110. Михальченко Євген Васильович
111. Михальченко Роман Миколайович
112. Михальчук Андрій Петрович
113. Михальчук Віктор Валерійович
114. Михальчук Віктор Олексійович
115. Михальчук Ігор Васильович
116. Михальчук Костянтин[35]
117. Михальчук Павло Петрович
118. Михальчук Сергій Олександрович
119. Миханюк Василь Миколайович
120. Мица Михайло Степанович
121. Мицюк Руслан Леонідович
122. Мичка Віктор Мартинович
123. Мишаков Тимофій Тимофійович
124. Мишалов Денис Андрійович
125. Мігай Сергій Анатолійович
126. Мігован Віктор Миколайович
127. Мідяков Андрій Віталійович
128. Мізунський Юрій Іванович
129. Мізунський Юрій Миколайович
130. Мізюк Володимир Васильович
131. Мізяк Таміла Іванівна
132. Мікац Олег Михайлович
133. Мілаш Дмитро Михайлович
134. Мілаш Михайло Михайлович
135. Мілевський Олександр Олександрович
136. Мілігула Сергій Леонідович
137. Мілованов Андрій Сергійович
138. Мількат Ігор Володимирович
139. Мілько Антон Ігорович
140. Мілютін Дмитро Станіславович
141. Міляновський Віталій Петрович
142. Мільковський Василь Віталійович
143. Мінаков Руслан Вікторович
144. ‎Міненко Дмитро Володимирович
145. Мінка В'ячеслав Миколайович
146. Мінкін В'ячеслав Юрійович
147. Мінугалієв Іван Васильович[36]
148. Мінулін В’ячеслав Андрійович
149. Мінченко Олександр Степанович
150. Міняйлов Олексій Геннадійович
151. Мінько Микола Петрович
152. ‎Міньков Ян Сергійович
153. Мірзаєв Валерій Леонідович
154. Мірзоєв Валерій Сатторович
155. Мірошник В'ячеслав Володимирович
156. Мірошников Андрій Миколайович
157. Мірошниченко Андрій Сергійович
158. Мірошниченко Костянтин Валентинович
159. Мірошніченко Микола Валентинович
160. Мірошниченко Олександр Володимирович
161. Мірошниченко Олексій Костянтинович
162. Мірошниченко Петро Олександрович
163. Мірошниченко Сергій Євгенович
164. Мірошниченко Сергій Олександрович
165. Мірошниченко Костянтин Валентинович
166. Мірошніченко Олексій Сергійович
167. Мірущенко Павло Володимирович
168. Місків Артур Валерійович
169. Місків Володимир Володимирович
170. Місюра Геннадій Олексійович
171. Місюра Олександр Юрійович
172. Місюра Олександр Юрійович (військовик)
173. Місюревич Олексій Володимирович
174. Мітакі Валерій Валерійович
175. Мітрошкін Альберт Анатолійович
176. Мітягін Олександр Петрович
177. Міхай Роман Георгійович
178. Міхєєв Анатолій Анатолійович
179. Міхєєв Іван Вікторович
180. Міхеєв Михайло Дмитрович
181. Міхеєв Сергій Інокентійович[37]
182. Міхеєв Юрій Олександрович
183. Міхнюк Олег Іванович
184. Міц Валентин Володимирович
185. Мішанчук Анатолій Володимирович
186. Мішакін Микола Миколайович
187. Міщенко Андрій Юрійович
188. Міщенко Василь Олексійович
189. Міщенко Володимир Васильович
190. Міщенко Денис Олександрович
191. Міщенко Максим Юрійович
192. Міщенко Олександр Сергійович
193. Міщенко Сергій Олексійович
194. Міщишин Віктор Володимирович
195. Міщишин Віталій Анатолійович
196. Міщіряков Андрій Олександрович[38]
197. Міщук Вадим Миколайович
198. Міщук Ігор Святославович[39]
199. Міщук Микола Сергійович
200. ‎Міщук Юрій Романович
201. Геворг Мкртчян[40]
202. Мних Григорій Павлович
203. Многожай Роман Васильович

## Мов— Мяс
1. Мовчан Артем Володимирович
2. Мовчан Вікторія Вікторівна
3. Мовчан Дмитро Васильович
4. Мовчан Микола Вікторович
5. Мовчан Олександр Іванович
6. Мовчан Олександр Леонідович
7. Мовчан Сергій Олександрович
8. Мовчанюк Володимир Сергійович
9. Мовчун Сергій Олександрович
10. Могильний Володимир Миколайович
11. Модін Сергій Георгійович
12. Модлінський Сергій Анатолійович
13. Можаєв Олександр Анатолійович
14. Можейко Олександр Анатолійович[41]
15. Могилко Костянтин Вікторович
16. Могілевець Юрій Євгенович
17. Могульський Олег Юрійович
18. Можейко Дмитро Олександрович
19. Мозговий Олексій Борисович
20. Мозговий Сергій Миколайович
21. Мозоль Володимир Миколайович
22. Моісеєнко Андрій Сергійович
23. Моісеєнко Володимир Миколайович
24. Моісєєнко Сергій Олександрович
25. Мойсеєнко Андрій Олександрович
26. Мойсійчук Олександр Васильович[16]
27. Мойсюк Євген Георгійович
28. Мокан Микола Валерійович[42]
29. Мокляк Олександр Сергійович
30. Мокренко Сергій Вікторович
31. Мокренко Артем Вадимович
32. Мокренчук Олена Вікторівна
33. Мокрицький Анатолій Степанович
34. Мокрій Ярослав Романович
35. Мокряк Роман Миколайович
36. Молдавчук Іван Іванович
37. Молдун Іван
38. Молнар Станіслав Євгенійович
39. Молчан Іван Володимирович
40. Молодика Андрій Миколайович
41. Молозовенко Віталій Володимирович
42. Молоков Юрій Володимирович
43. Молокоєдов Олександр Іванович
44. Молоток Микола Анатолійович
45. Молчанов Владислав Володимирович
46. Молчанов Станіслав Віталійович
47. Молявчик Олександр Володимирович
48. Момот Володимир Миколайович
49. Момот Ігор Федорович
50. Момотюк Дмитро Володимирович
51. Монастирецький Роман Ярославович
52. Монах Богдан Олегович
53. Морару Віталій Сергійович
54. Моргун Олег Анатолійович
55. Моргун-Білявський Олександр Миколайович
56. Морганюк Дмитро Миколайович
57. Мордас Володимир Васильович
58. Мордас Сергій Іванович
59. Мордач Олег Данилович
60. Мордашов Михайло[43]
61. Мордвін Володимир Андрійович
62. Мордвінов Сергій Леонідович
63. Мордовець Олег Юрійович
64. Мордюк Микола Олександрович
65. Морека Віталій Михайлович
66. Моренюк Валер'ян Ярославович
67. Морєв Руслан Вікторович
68. Моржецький Олександр Віталійович
69. Мороз Андрій Петрович
70. Мороз Вадим Сергійович
71. Мороз Вадим Юрійович
72. Мороз Валерій Миколайович
73. Мороз Василь Васильович
74. Мороз Владислав Анатолійович
75. Мороз В'ячеслав Михайлович
76. Мороз Кирило Володимирович
77. Мороз Микола Володимирович
78. Мороз Микола Миколайович
79. Мороз Олександр Сергійович
80. Мороз Олег Володимирович
81. Мороз Олег Романович
82. Мороз Петро Іванович
83. Мороз Сергій Валерійович
84. Мороз Сергій Олегович[22]
85. Мороз Сергій Петрович
86. Мороз Юрій Сергійович
87. Мороз Ярослав Андрійович
88. Морозевич Маркіян Борисович
89. Морознюк Олександр Володимирович
90. Морозов Андрій Сергійович
91. Морозов Антон Вадимович
92. Морозов Олексій Володимирович
93. Морозова Надія Олександрівна
94. Морозько Максим Петрович
95. Морозюк В'ячеслав Юрійович
96. Морозюк Роман Станіславович
97. Морошан Віктор Михайлович
98. Моругий Андрій Миколайович
99. Моруженко Вадим Леонідович
100. Мосійчук Олег Валентинович
101. Мосійчук Олександр Вікторович
102. Мосійчук Олександр Всеволодович
103. Мосійчук Олександр Олександрович
104. Мосійчук Роман Васильович
105. Мосійчук Сергій Олександрович (солдат)
106. Москаленко Антон Якович
107. Москаленко Вадим Юрійович
108. Москаленко Валентин Валентинович
109. Москаленко Валерій Валерійович
110. Москаленко Василь Іванович
111. Москаленко Володимир Васильович
112. Москаленко Євген Григорович
113. Москаленко Олег Миколайович
114. Москаленко Олексій Едуардович
115. Москаленко Павло Володимирович
116. Москаленко Сергій Вікторович
117. Москаленко Сергій Миколайович
118. Москаленко Сергій Олександрович
119. Москаленко Тарас Васильович
120. Москалик Михайло Іванович
121. Москальов Едуард Михайлович
122. Москалюк Олександр Васильович
123. Москвич Майя Юріївна
124. Московка Володимир Павлович
125. Московченко Юрій Дмитрович
126. Москучук Віктор Михайлович
127. Моспан Антон Юрійович
128. Мостіпан Олександр Вікторович
129. Мостика Андрій В'ячеславович
130. Мостренко Дмитро Андрійович
131. Мосьпан Віталій Олексійович
132. Мотичак Роман Миколайович
133. Моторін Геннадій Анатолійович
134. Мотрій Олександр Володимирович
135. Мотрук Іван Ігорович
136. Мотулько Михайло Васильович
137. Мохир Сергій Васильович
138. Мохнач Максим Олександрович
139. Мохонько Ярослав Олександрович
140. Мохонько Сергій Олександрович
141. Мохотонко Іван Володимирович[44].
142. Мохтан Євген Юрійович
143. Мохун Євген Павлович
144. Мохуренко Григорій Григорович
145. Моцний Олександр Юрійович
146. Моцний Сергій Олександрович
147. Мочалов Олександр Ігорович
148. Мочульський Юрій Григорович
149. Мочурад Андрій Богданович
150. Мошенець Віктор Олексійович
151. Мошківський Євген Антонович
152. Мрачковський Уберт Валерійович
153. Мрочко Костянтин Васильович
154. Мруженко Михайло Миколайович
155. Мудрак Олег Васильович
156. Мудренко Олександр Юрійович
157. Мудрий Сергій Григорович
158. Мудрий Ярослав Віталійович
159. Мудрий Ярослав Володимирович
160. Мудрик Андрій Ярославович
161. Мудрик Тарас Васильович
162. Мужчиль Олег Володимирович
163. Музика Артур Сергійович
164. Музика Богдан Михайлович
165. Музика Ігор Ігорович
166. Музика Максим Іванович
167. Музика Роман Петрович
168. Музирьов Дмитро Олександрович
169. Музиченко Костянтин Вікторович
170. Музиченко Сергій[45]
171. Музичок Володимир Володимирович
172. Мукан Володимир Сергійович
173. Мукан Станіслав Леонтійович
174. Мукоїд Володимир Вікторович
175. Мукомела Микола Іванович
176. Мукомела Роман Ігорович
177. Мукшименко Олексій Михайлович
178. Мулик Андрій Олегович
179. Мулявка Володимир Ігорович
180. Муляр Руслан Станіславович
181. Мулярчук Микола Олександрович
182. Мулік Василь Леонтійович
183. Мулькевич Олександра[46]
184. Мулько Віталій Миколайович
185. Мунаєв Іса Ах'ядович
186. Муравйов Владислав Миколайович
187. Муравйова Анастасія Валеріївна
188. Муравський Вадим Анатолійович
189. Муравський Микола Володимирович
190. Муравський Сергій Сергійович
191. Мурай Володимир Григорович
192. Мурастий Дмитро Сергійович
193. Муратов Дмитро Олександрович
194. Муратов Марат Ільдарович
195. Мураховський Олександр Михайлович
196. Мурашко Данило Геннадійович
197. Мурашко Михайло Володимирович
198. Мурашко Олег Іванович
199. Муренець Ігор Павлович
200. Мурин Михайло Юрійович
201. Муринець Анатолій Вікторович
202. Мурзак Костянтин Олександрович
203. Мурзак Юрій Георгійович
204. Мурований Сергій Григорович
205. Муругов Кирило Геннадійович
206. Мусензовий Микола Леонідович
207. Мусієнко Віктор Леонідович
208. Мусієнко Володимир Григорович
209. Мусієнко Євген Володимирович
210. Мусієнко Ігор Вікторович
211. Мусієнко Олег Петрович
212. Мусієнко Сергій Миколайович
213. Мусієнко Тарас Миколайович
214. Мусій Роман Антонович
215. Мусін Дмитро Олександрович
216. Мустафаєв Джаваншир Байрамович
217. Мустафаєв Руслан Адиль огли
218. Муха Василь Миколайович
219. Муха Володимир Олександрович
220. Мухін Вадим Анатолійович
221. Мухін Олег Сергійович
222. Мухін Сергій Юрійович
223. Мушик Сергій Сергійович
224. Мушинський Андрій Станіславович
225. Мушастий Владислав Миколайович
226. Мушта Максим Олександрович
227. Муштук Богдан Миронович
228. Мущицький Сергій Миколайович
229. Мхитарян Олександр Мельсикович
230. Вілле Мюккянен[47]
231. Мялікгулиєв Назар Курбангельдийович
232. Мялкін Ярослав Сергійович
233. Мялковський Микола Миколайович
234. М'якота Сергій Юрійович
235. Мякотін Сергій Павлович
236. Мясников Іван[4]